# Sainte Ceinture

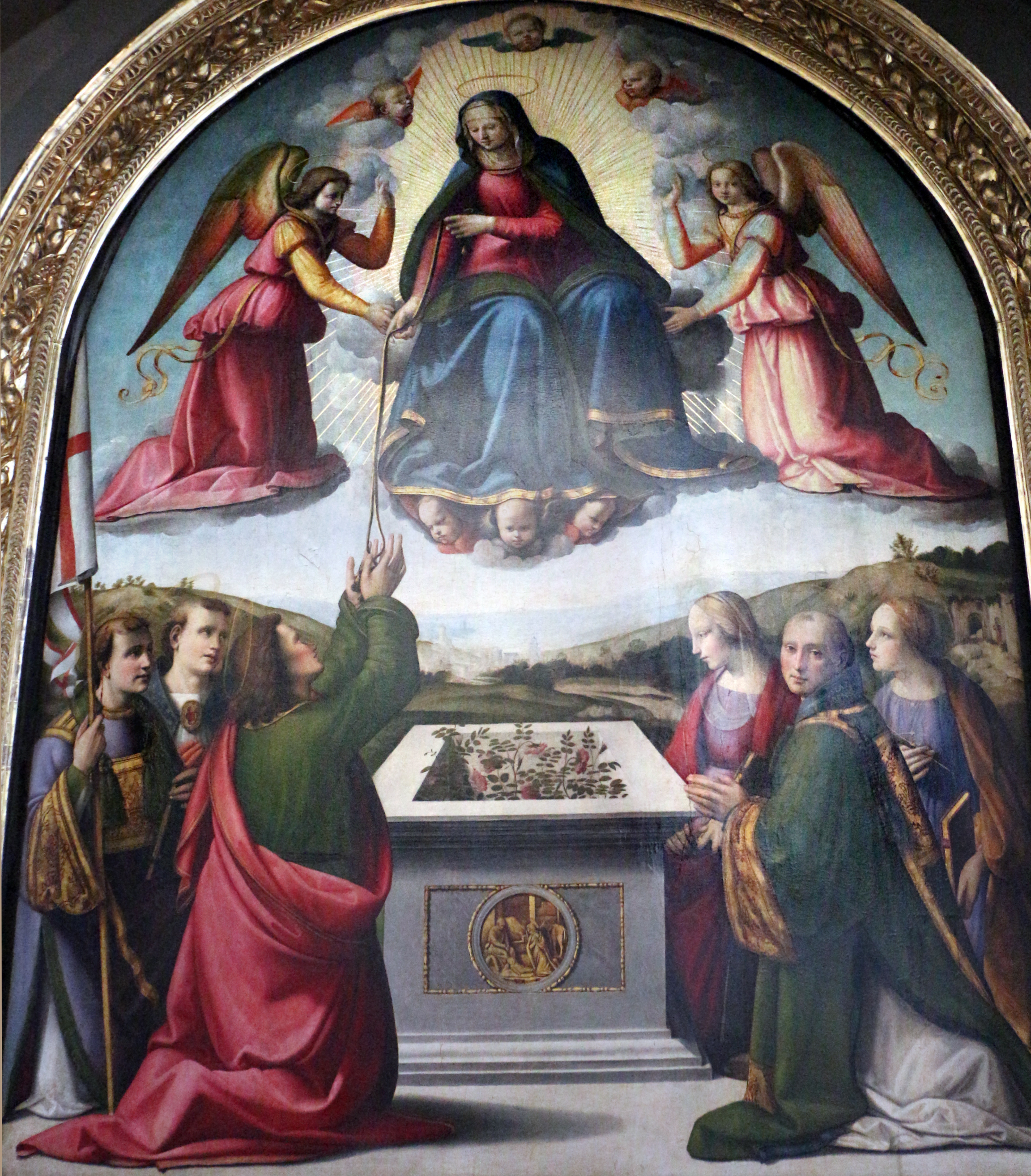
Saint Thomas recevant la ceinture de la Vierge par Ridolfo del Ghirlandaio, cathédrale de Prato.

La Sainte Ceinture (en italien Sacra Cintola ou Santa Cintola, appelée aussi Sacro Cingolo) est une relique de la Vierge Marie que l’Église catholique conserve à la cathédrale de Prato près de Florence en Toscane (Italie). Trois autres morceaux de cette ceinture sont conservés dans un coffret en argent du Monastère de Vatopedi au mont Athos.
Les fresques d’Agnolo Gaddi, de la chapelle de la Sainte Ceinture, relatent l’histoire de la relique, qui, selon un texte apocryphe des Ve et VIe siècles, aurait été reçue par saint Thomas apôtre : ne voulant pas croire à l’Assomption de la Vierge, il aurait fait ouvrir son tombeau, l’aurait trouvé plein de fleurs, et aurait aperçu la Vierge qui lui tendait sa ceinture en levant les yeux.

## Histoire

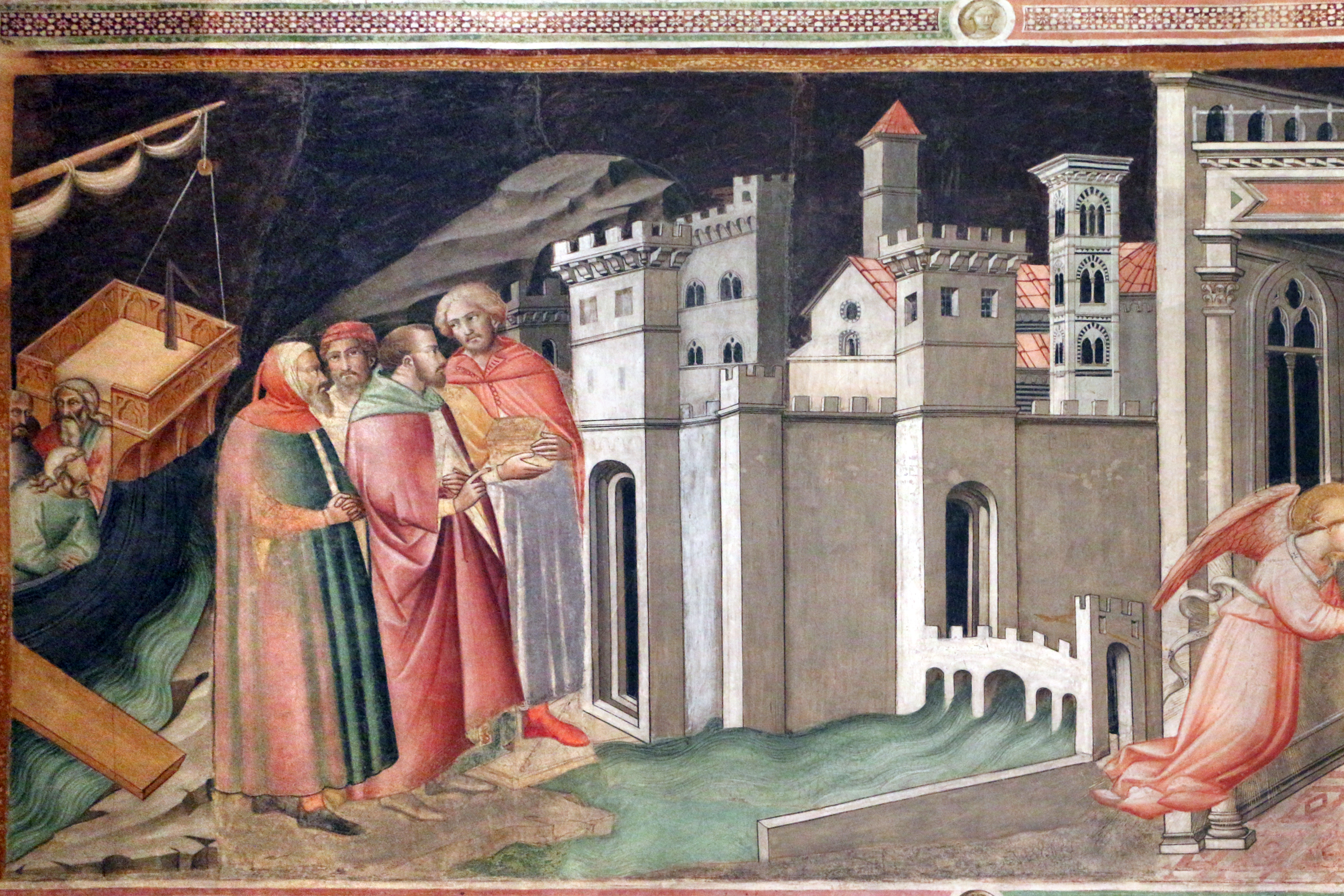
Scène du retour de Michele Dagomari à Prato, fresque d'Agnolo Gaddi, chapelle de la Sainte Ceinture.

La relique aurait été rapportée de Jérusalem en 1141 par le marchand de Prato Michele Dagomari qui l’aurait reçue en dot du père de son épouse, en Palestine (ou la lui aurait volée).
Elle est conservée dans la chapelle du Duomo et présentée à la foule cinq fois par an depuis la chaire extérieure, située à l’angle droit de la cathédrale, sous un chapiteau en bronze de Michelozzo, le Pergamo del Santo Cingolo, recouvert des bas-reliefs de la Danse des Putti, de Donatello.
En plus de la vénération d’une grande foule de fidèles, la Cintola a reçu et reçoit encore celle de nombreux personnages illustres, comme saint François d'Assise en 1212, le pape Alexandre V et le roi Louis d’Anjou en 1409, saint Bernardin de Sienne en 1424, le pape Eugène IV et l’empereur byzantin Jean VIII Paléologue en 1439, Jeanne d'Autriche en 1565, Marie de Médicis en 1600, le pape Pie VII en 1804 et 1815, le pape Pie IX en 1857 et le pape Jean-Paul II en 1986.

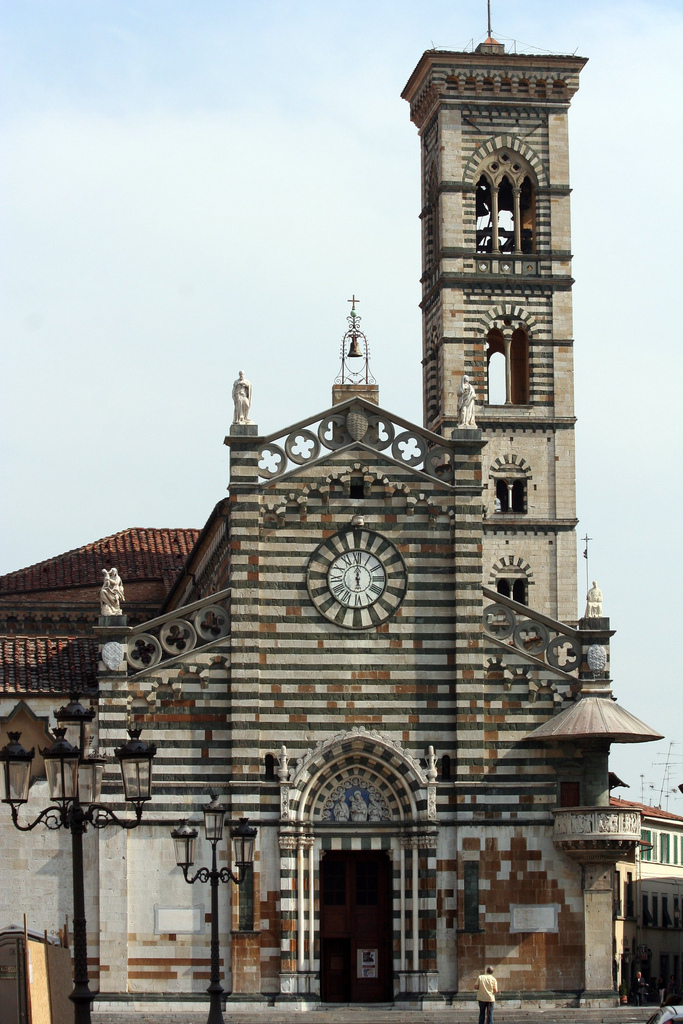
Cathédrale de Prato près de Florence.
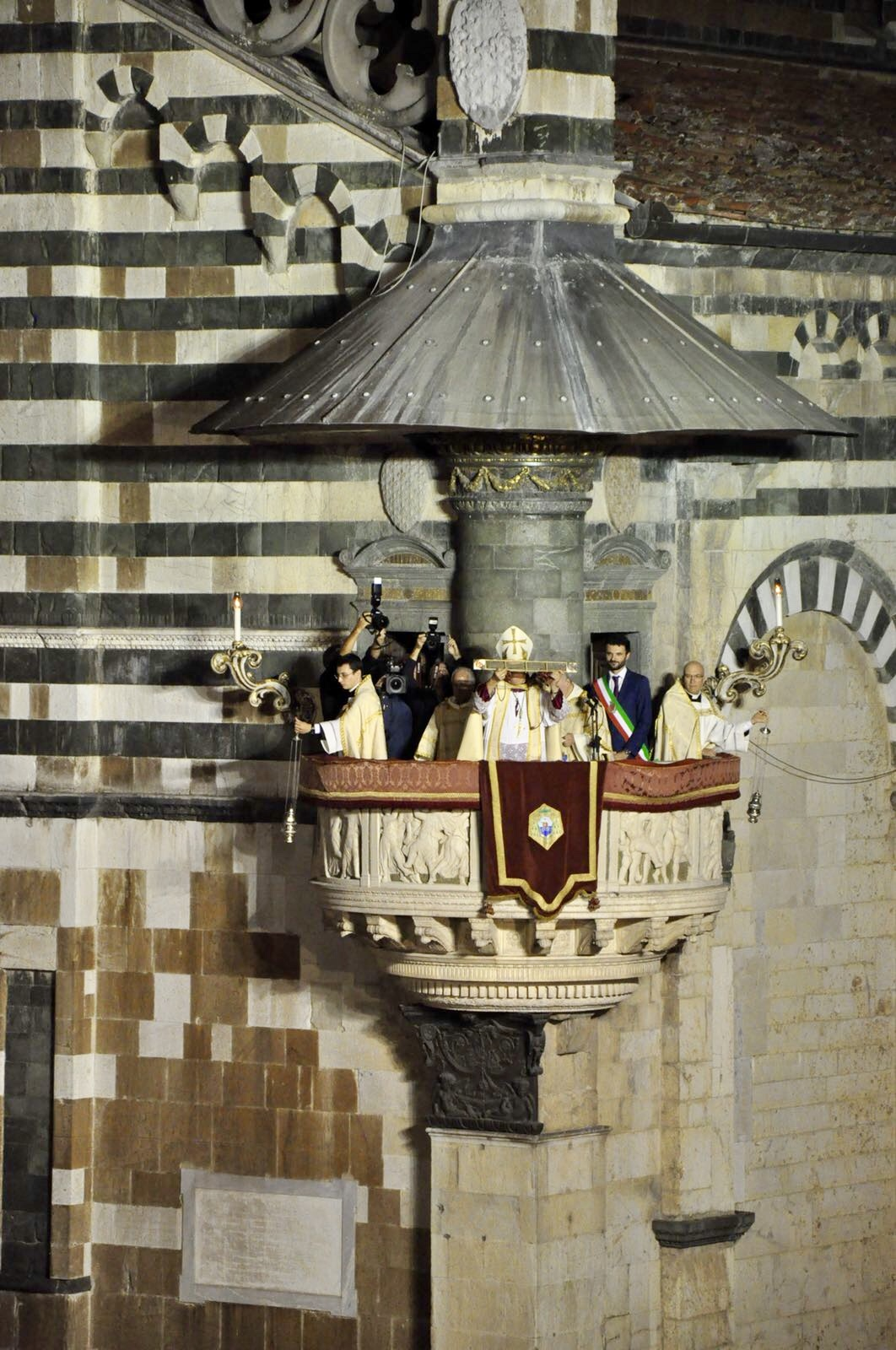
Présentation de la Sainte Ceinture depuis la chaire extérieure du Duomo lors de la procession historique de 2018.
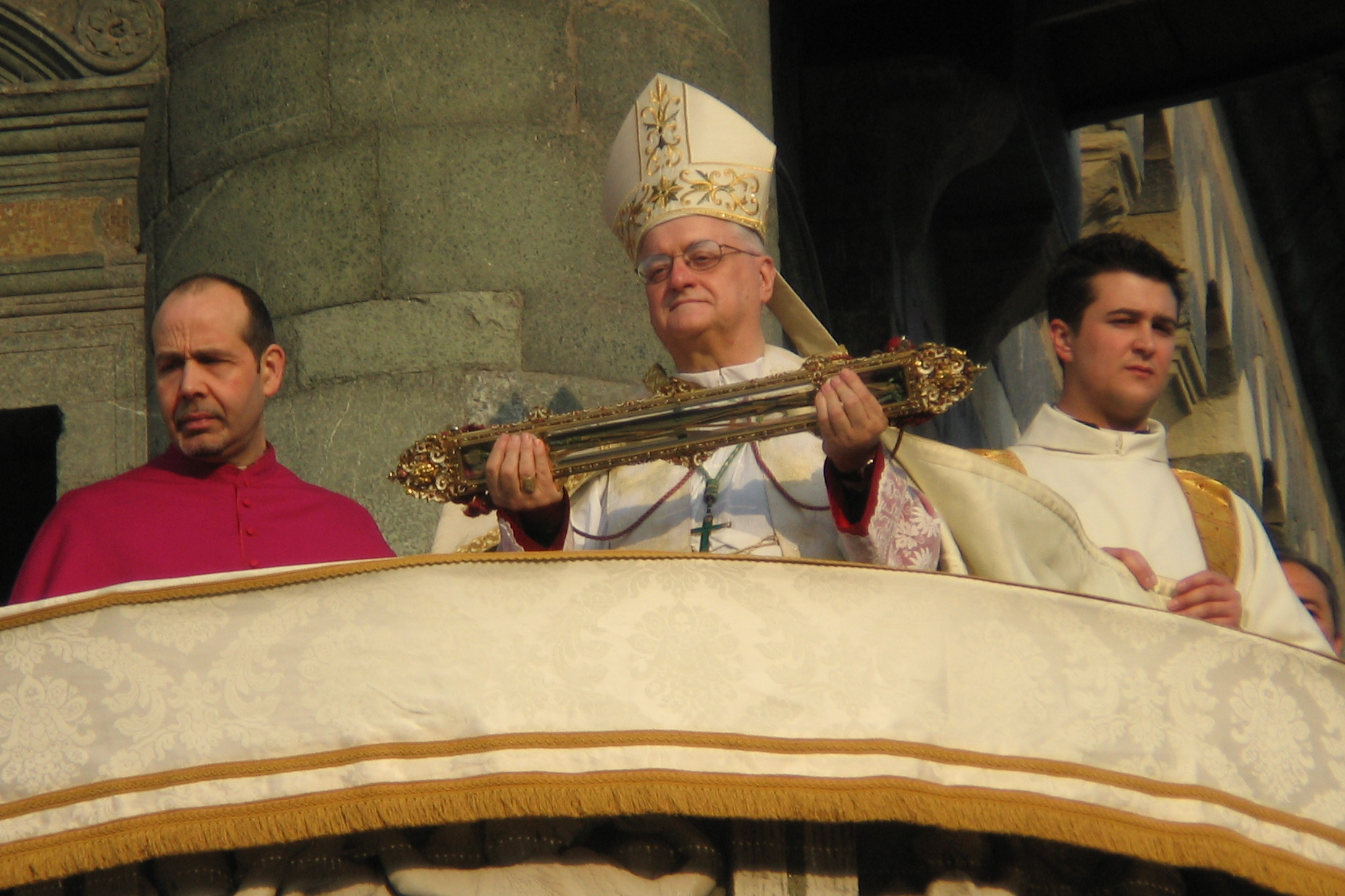
Ostension de la relique en 2007 par Mgr Gastone Simoni, évêque émérite de Prato.
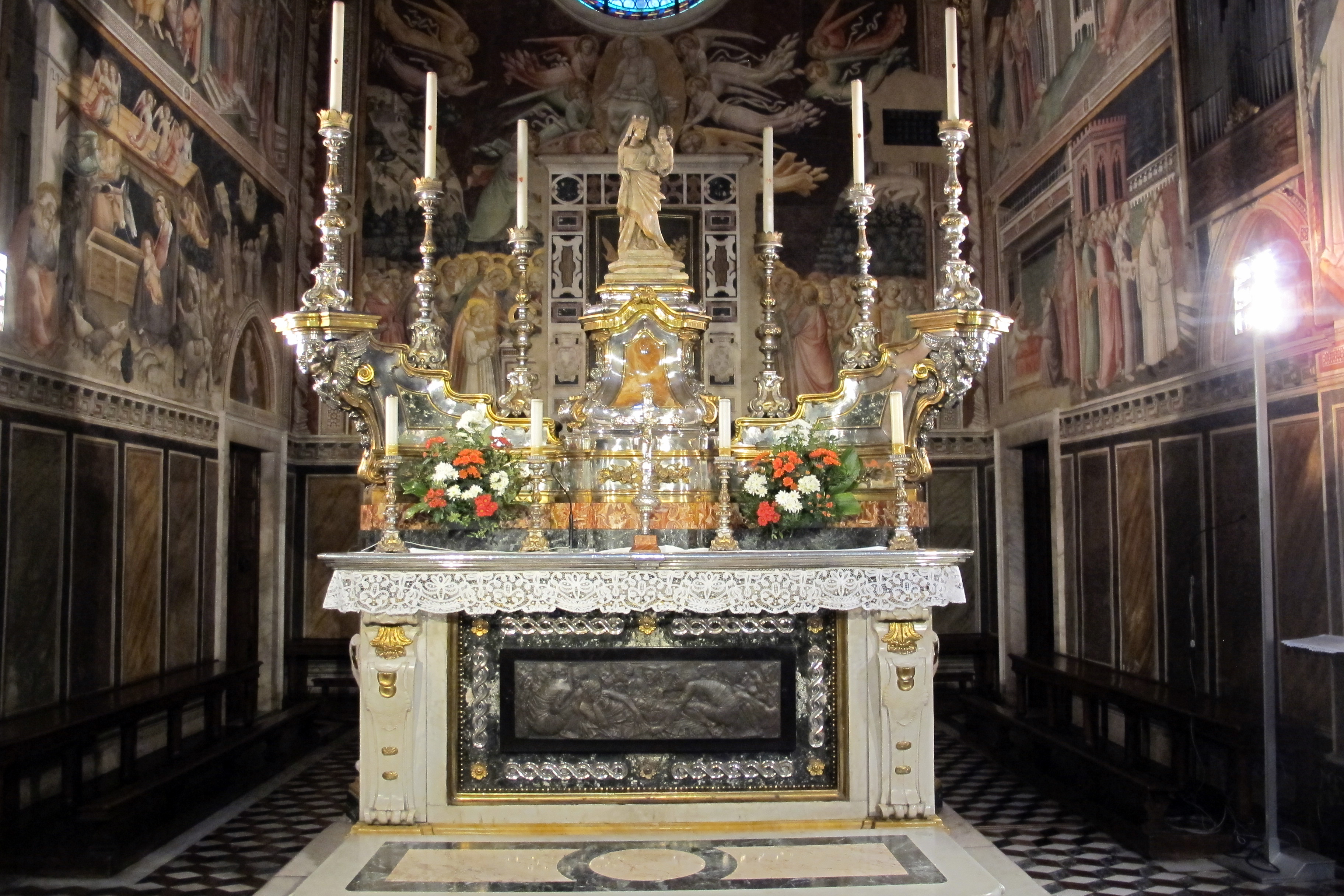
Chapelle de la Ceinture de la Vierge à la cathédrale de Prato.

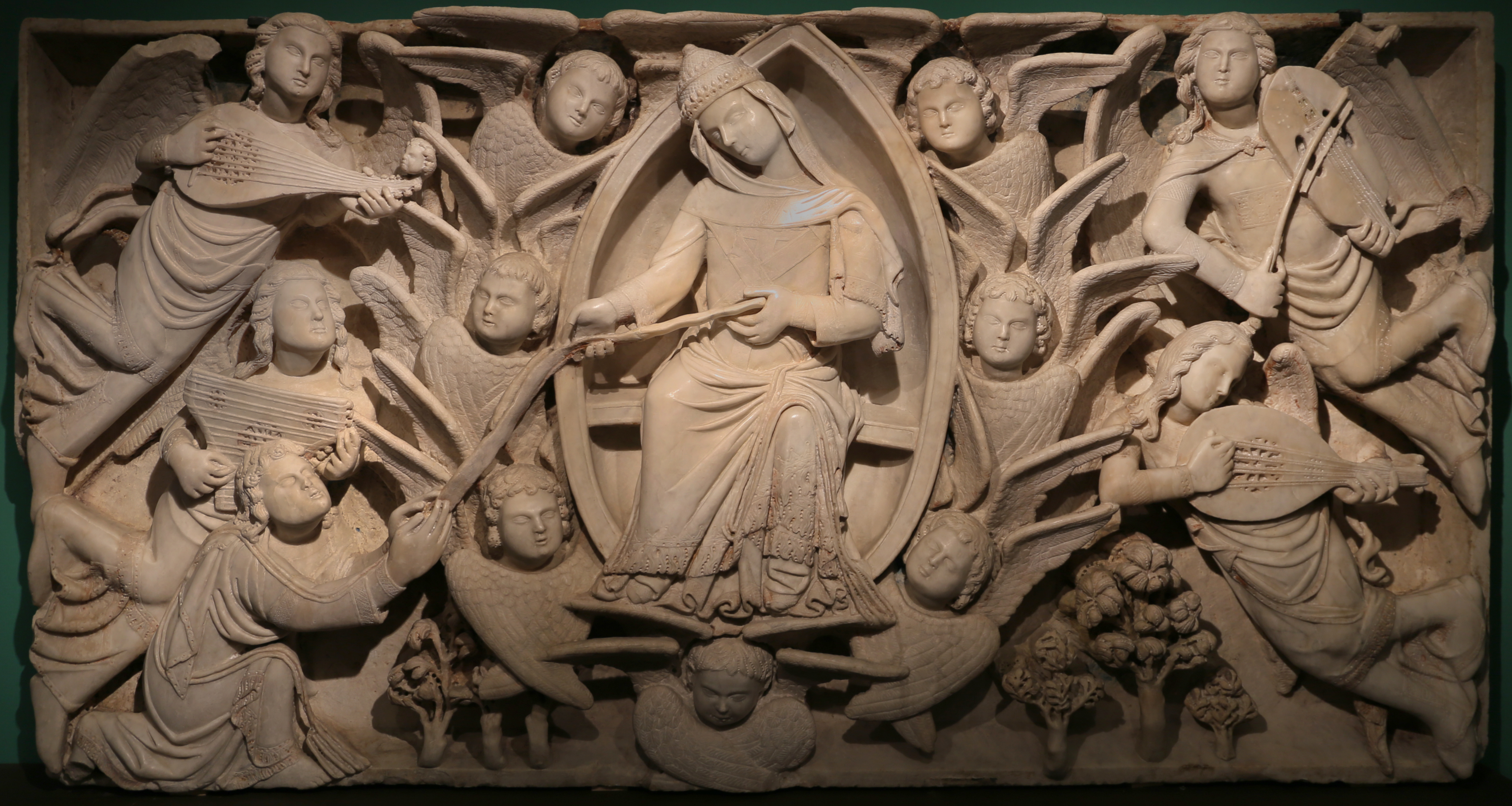
Relief en marbre de   Niccolò di Cecco del Mercia (1360), musée diocésain de Prato.
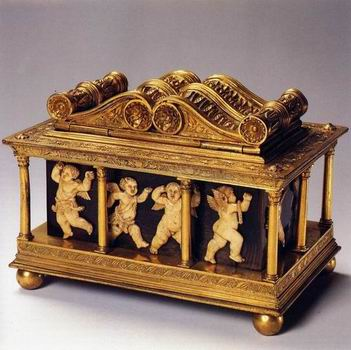
Reliquaire de 1447, coffret de Maso di Bartolomeo, musée diocésain de Prato.
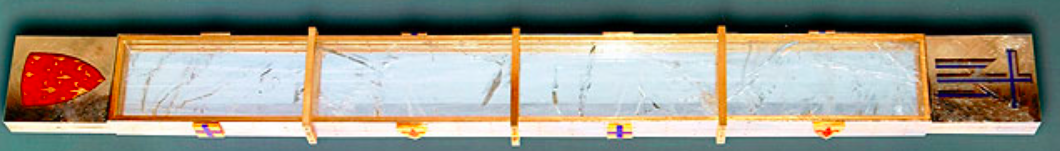
Le nouveau reliquaire de la Sacra Cintola, création de Paolo Babetto.
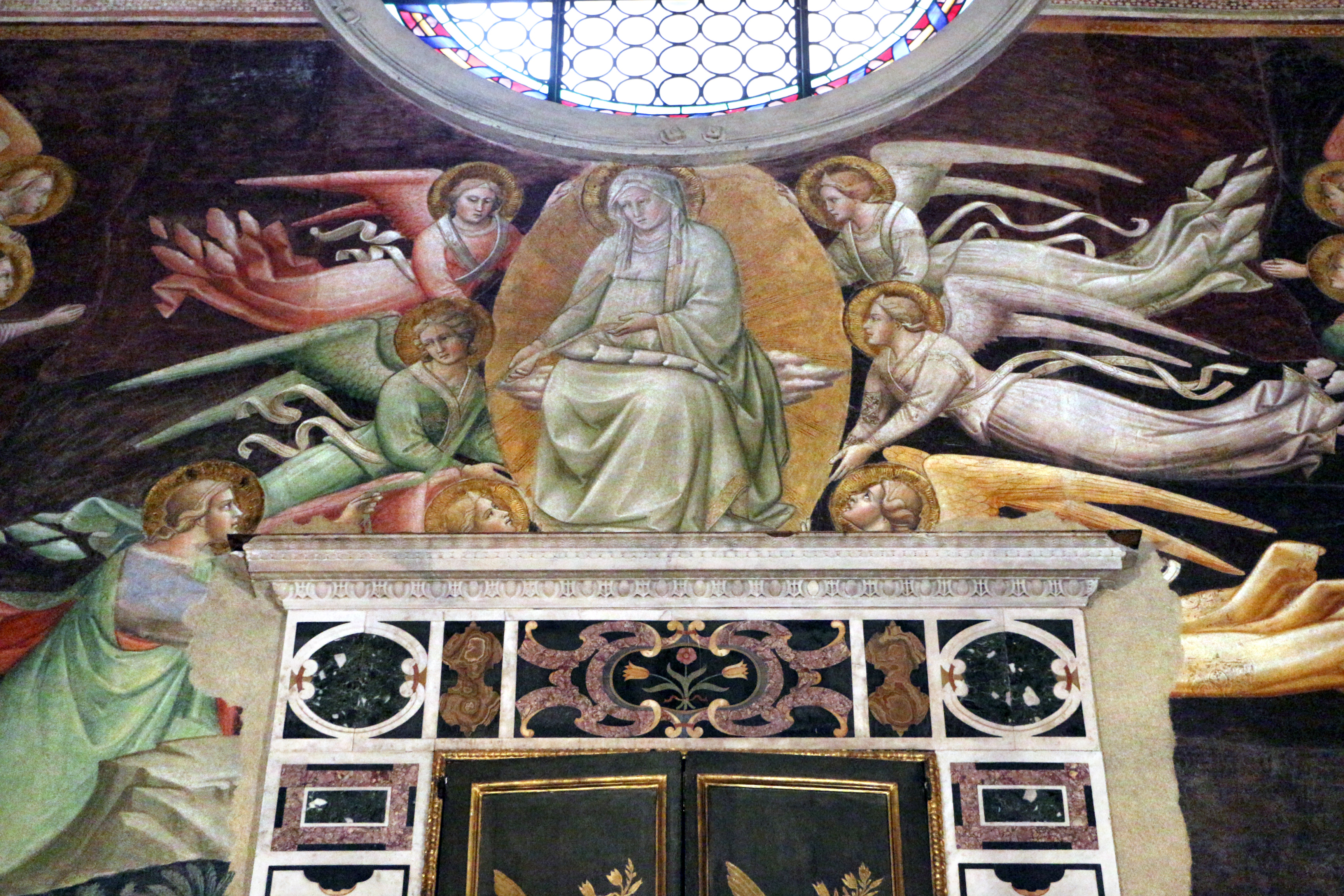
La Vierge Marie remettant sa ceinture à l'apôtre Thomas lors de son Assomption, fresque d'Agnolo Gaddi, chapelle de la Sainte Ceinture.